# 冥界神
冥界神（英語：Di inferi）古罗马神话职司冥府与亡灵的神祇总称。在古罗马长期得到牺牲供奉，并以此衍生出相关之禁忌以及避讳，具有重要地影响与积极意义。